# Кавказка усойница
Кавказката усойница (Vipera kaznakovi) е вид змия от семейство Отровници (Viperidae).

## Разпространение и местообитание
Видът е ендемичен за Турция, Грузия и Русия. Обитава поляни и залесените склонове на планини. Среща се в кестенови, букови, върбови и елхови гори, както и в субтропични гори с вечнозелени дървета.

## Описание
Мъжките индивиди обикновено са по-къси и по-стройни от женските. Възрастните могат да достигнат максимална обща дължина от 65 до 70 см, но обикновено са по-малки.